# Závorář

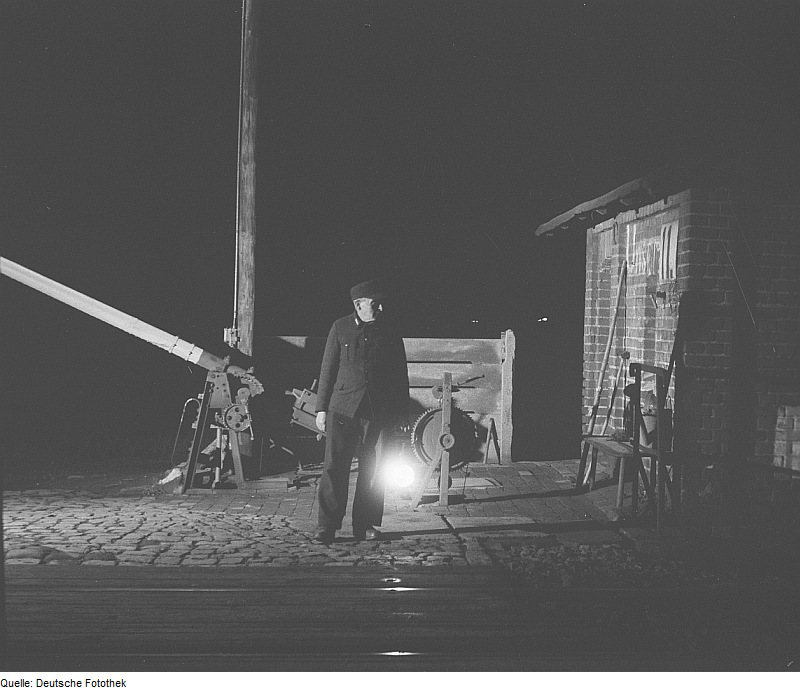
Závorář v Německu, 1950

Závorář je zaměstnanec provozovatele dráhy, který na základě hlášení výpravčího obsluhuje závory na železničním přejezdu.

## Závorářská stanoviště
Pracoviště závoráře ja na závorářském stanovišti, které je na tratích Správy železnic označeno zkratkou Zv a zpravidla číslem označujícím kilometrickou polohu stanoviště na trati. Toto stanoviště bývá umístěno většinou bezprostředně vedle přejezdu, jehož závory závorář ovládá. Často bývají z jednoho stanoviště dálkově ovládány i závory na dalším přejezdu, který je od stanoviště vzdálen desítky až stovky metrů. Ve výjimečných případech je závorářské stanoviště umístěno přímo ve stanici. Poměrně často je závorářské stanoviště umístěno na železničních zastávkách.
V České republice se nachází 4 závorářská  stanoviště (Velký Valtinov, Chotěvice, Žim a Pertoltice pod Ralskem). V těchto případech býval k práci závoráře připojen prodej jízdenek.

## Závoráři v současnosti
V podmínkách České republiky jsou na počátku 3. tisíciletí závorářská stanoviště velmi řídká. Na většině přejezdů byla práce závorářů nahrazena automatickým přejezdovým zabezpečovacím zařízením. V roce 2020 zaměstnávala Správa železnic 63 závorářů, z toho 28 na DPČ na 10 pracovištích.
K 31. prosinci 2009 bylo na drahách, na kterých hospodaří SŽ, 8274 přejezdů, z toho 4574 zabezpečených pouze výstražným křížem a 3700 přejezdovým zabezpečovacím zařízením. Rozdělení podle typu zabezpečovacího zařízení bylo následující:
- 3224 se světelným přejezdovým zabezpečovacím zařízením (PZZ), z toho 1041 světelným se závorami a 2183 světelným bez závor
- 436 zabezpečených mechanickým přejezdovým zabezpečovacím zařízením, z toho 261 obsluhovaných místně (z toho 94 s uzamykatelnou zábranou odstraněnou na požádání) a 175 na dálku
- 40 ostatních PZZ (jednodrátové, otočné, posuvné závory)

Tradiční závory ovládané závorářem pomocí krátkého či dlouhého drátovodu tedy byly v síti Správy železnic asi na 342 místech, z čehož zřejmě ne všechny jsou v pravidelném provozu.
Například v Polsku jsou závoráři stále velice běžnou záležitostí.

### Závorářská pracoviště u Správy železnic
V červnu 2020 se závorářská pracoviště nacházela na těchto místech:
- zast. Plchůvky
- zast. Horní Podluží
- žst. Noutonice
- zast. Horní Řepčice
- zast. Pertoltice pod Ralskem
- zast. Velký Valtinov
- nz. Sepekov
- nz. Šárovcova Lhota
- zast. Chotěvice
- zast. Nemyčeves
- nz. Žim

## Jiní strážci přejezdů
V některých případech byli či jsou strážci i u přejezdů bez závor. V takovém případě může být jejich úkolem například zajišťovat průjezd vlaku pomocí praporků, popřípadě jiná dohledová nebo signalizační činnost. V českých podmínkách může jít například o zajišťování přejezdu s momentálně nefunkčním zabezpečovacím zařízením, zajišťování jízdy na železniční vlečce atd.